# بيت بروستر
بيت بروستر (بالإنجليزية: Pete Brewster)‏ هو لاعب كرة قدم أمريكية أمريكي، ولد في 1 سبتمبر 1930 في بورتلاند في الولايات المتحدة.

## وصلات خارجية
- بيت بروستر على موقع سبورتس رفرنس (الإنجليزية)
- بيت بروستر على موقع كلية كرة السلة في سبورتس رفرنس.كوم (الإنجليزية)
- بيت بروستر على موقع ريلجم (الإنجليزية)
- بيت بروستر على موقع مرجع كرة القدم المحترفة.كوم (الإنجليزية)